# Angel of Death
Angel of Death è un brano musicale del gruppo musicale statunitense Slayer, prima traccia del terzo album in studio Reign in Blood, pubblicato il 7 ottobre 1986 dalla Def Jam.
La canzone è nota a causa del controverso testo che descrive gli esperimenti chirurgici del dottor Josef Mengele sui pazienti-cavie nel campo di concentramento di Auschwitz durante la seconda guerra mondiale.

## Descrizione
Il testo di Angel of Death parla del dottor Josef Mengele, noto criminale nazista soprannominato "angelo della morte". Mengele veniva soprannominato in questo modo in quanto era stato artefice di alcune delle più orrende atrocità della storia del XX secolo: eseguiva infatti macabri esperimenti sugli ebrei deportati nei campi di concentramento quali chirurgia sperimentale senza anestesia, iniezioni di germi letali, operazioni di cambiamento sessuale e rimozioni di organi e membra.
Il chitarrista Jeff Hanneman decise di comporre questo brano dopo aver letto vari libri su Mengele. Un romanzo che lo influenzò molto fu I ragazzi venuti dal Brasile dello scrittore ebreo-americano Ira Levin.
Hanneman, grande appassionato della seconda guerra mondiale, possedeva una vasta gamma di medaglie e articoli bellici di questo periodo non diversamente da personaggi come Lemmy Kilmister e Ozzy Osbourne. L'interesse per il Nazionalsocialismo attirava nei suoi confronti accuse di simpatie per quell'ideologia, che però il chitarrista aveva sempre rifiutato sottolineando il suo interesse esclusivamente storiografico.

## Controversie

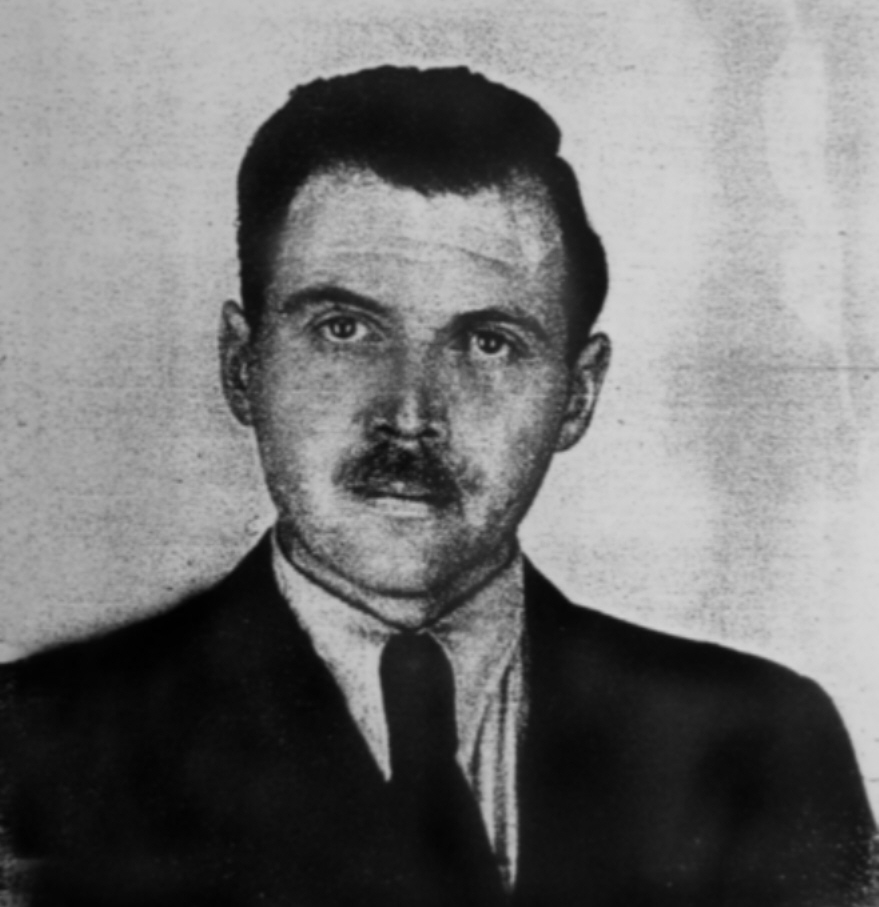
Josef Mengele in una foto segnaletica del 1956 scattata a Buenos Aires per un documento.

Il controverso testo di Angel of Death contribuì alla posticipazione della data di uscita dell'album Reign in Blood. Gli Slayer erano sotto contratto con la Def Jam Recordings, la quale casa distributrice, la Columbia Records, rifiutò di pubblicare il disco a causa della natura delle tematiche trattate. Reign in Blood venne quindi distribuito dalla Geffen Records il 7 ottobre 1986. Tuttavia, proprio a causa delle polemiche, Reign in Blood non apparve sul catalogo ufficiale della Geffen Records relativo agli album in uscita.

Inoltre, Angel of Death fu ritenuta offensiva da molti sopravvissuti all'Olocausto, dalle famiglie delle vittime dei campi di concentramento nazisti, e dall'opinione pubblica in generale. La polemica, oltre a dare una sinistra fama al brano in questione, portò all'accusa verso gli Slayer di essere dei simpatizzanti del Nazismo. A proposito della bufera mediatica scatenatasi, Jeff Hanneman dichiarò:
 Secondo quanto dichiarato dal chitarrista Kerry King: «Come no, gli Slayer sono dei nazi, fascisti, comunisti, tutto quel genere di roba divertente. E naturalmente abbiamo ricevuto più critiche in assoluto in Germania. Io rispondevo sempre dicendo: "leggete i testi e ditemi cosa ci trovate di offensivo". Dovete intenderlo come una sorta di documentario, o veramente pensate che gli Slayer predichino la fottuta seconda guerra mondiale? La gente ha questa idea in testa, specialmente in Europa, e non riusciremo mai a fare loro cambiare idea».
Infine, il testo di Angel of Death si attirò anche accuse di razzismo, fatto sempre negato dal gruppo, i cui componenti sono stati spesso interrogati in merito nel corso delle interviste, dichiarando sempre assurde queste accuse e facendo notare come la band stessa fosse etnicamente eterogenea.

## Accoglienza
Sebbene non venne mai pubblicato come singolo, Angel of Death ricevette un forte plauso dai critici e particolare attenzione nelle recensioni di Reign in Blood. Clay Jarvas di Stylus Magazine fece notare come il brano «superasse di gran lunga qualsiasi altra cosa fatta da ogni band che suoni veloce o "heavy" al giorno d'oggi». Adrien Begrand di PopMatters ribadì il concetto definendo Angel of Death «uno dei brani più monumentali nella storia del metal, dove i chitarristi Kerry King e Jeff Hanneman sparano i loro intricati riff, il batterista Dave Lombardo esegue alcune delle più potenti parti di batteria mai incise, e il bassista/cantante Tom Araya urla e ringhia il suo racconto della storia del criminale di guerra nazista Josef Mengele».
Capitalizzando sulla pubblicità indiretta generata dalle polemiche sulla canzone, il gruppo utilizzò un logo simil-nazista con l'aquila araldica adattandovi il proprio durante il tour Seasons in the Abyss. Inoltre, Hanneman mise anche un adesivo delle SS sulla chitarra. Su un tema simile a quello di Angel of Death, Hanneman scrisse SS-3, un brano su Reinhard Heydrich, altro noto criminale nazista.

## Formazione
- Tom Araya - voce, basso
- Kerry King - chitarra
- Jeff Hanneman - chitarra
- Dave Lombardo - batteria